# A tirania das organizações sem estrutura
A tirania das organizações sem estrutura (do inglês 'The Tirany of Structurelessness') é um ensaio influente escrito pela feminista Jo Freeman, inspirado pelas suas experiências em um grupo de liberação das mulheres na década de 1960 que diz respeito às relações de poder dentro de coletivos feministas radicais.
O ensaio refletiu sobre experimentos do movimento feminista ao resistir à ideia de líderes e até mesmo descartando qualquer tipo de estrutura ou divisão do trabalho. No entanto, como Hilary Wainwrite escreveu na Zmag, Freeman descreveu como "esta aparente falta de estrutura muito frequentemente disfarçou uma liderança informal, não reconhecida e irresponsável que era tudo o mais pernicioso porque a sua própria existência foi negada."